# Советская шахматная школа
Советская шахматная школа — шахматная школа, вобравшая в себя и развившая многие веяния шахмат, а также привнёсшая новации.

## Описание
Советская шахматная школа относится как к совокупности наследия шахматных мастеров из Советского Союза, и к полученным ими знаниям, так и к системе продвижения талантов в шахматах, практикуемой в Советском Союзе. Создателем советской шахматной школы и автором методик тренировки и подготовки к турнирам является 1-й советский чемпион мира М. М. Ботвинник, завоевавший шахматную корону в 1948 г. и державший её на протяжении 15 лет.

### Значение советской школы: шахматы как спорт
Творчески восприняв идеи своих предшественников, советская школа внесла свой вклад в дальнейшее развитие шахматной игры:
- Введено новое понятие — «динамически равновесные позиции», где различные слабости компенсируются свободной фигурной игрой и простором для тактических операций. Нововведение стало продолжением учение Стейница о равновесии.
- Непрерывный поиск новых путей в дебютах, связанный с их углублением в середине игры, глубоким изучением возникающих позиций, которые нередко бывают настолько сложны, что не поддаются общим оценкам, открывая широкие возможности для творчества, проявления интуиции.
- Шахматы — спорт. Исходя из этого так называемый патриарх советской шахматной школы Михаил Ботвинник и другие советские шахматисты разработали научно обоснованные методы подготовки к соревнованиям, в том числе теоретическую, практическую, физическую и психологическую подготовку.

Советская шахматная школа показала свою устойчивую жизнеспособность: за исключением чемпионства 11-го победителя — американца Роберта Фишера с 1972 по 1975 года, с 1948 года до самого распада СССР чемпионами мира становились только советские шахматисты и шахматистки.
Показательным было также выступление шахматистов Советского Союза против сборной мира в 1970 году в Матче века в Югославии. Подобная гегемония на шахматном Олимпе во многом стала возможна благодаря преемственности поколений шахматистов и государственной поддержкой Советского Союза, для которого шахматы стали визитной карточкой страны.
Однако в то же время была сильная конкуренция между отдельными шахматными школами и тренерами, например, была отдельно известна украинская школа Ф. П. Богатырчука, председателя федерации шахмат УССР. Поэтому многие игроки до сих пор подчёркивают, в какой из различных советских шахматных школ они обучались. В международных соревнованиях начиная с послевоенного времени советские шахматисты доминировали ещё полтора десятка лет после распада Советского Союза.